# Georg Weissel (Dichter)
Georg Weissel (* 1590 in Domnau, Ostpreußen; † 1. August 1635 in Königsberg (Preußen)) war ein evangelischer Pfarrer und Kirchenliederdichter.

## Leben
Weissel kam mit elf Jahren nach Königsberg und besuchte das Kneiphöfische Gymnasium. Er studierte Theologie und Musik an der Albertus-Universität, unter anderem bei den Musikern Johann Eccard und Johann Stobäus. Nach einer Tätigkeit als Rektor in Friedland (Ostpreußen) wurde er am 3. Advent 1623 zum ersten Pfarrer an der Altroßgärter Kirche in Königsberg ordiniert.
23 Lieder, nach den Opitzschen Regeln abgefasst, sind von ihm überliefert. Sein bekanntestes Lied ist das anlässlich der Einweihung der neuerrichteten Altroßgärter Kirche am 2. Advent 1623 geschaffene Adventslied Macht hoch die Tür auf den 24. Psalm. Es findet sich heute in nahezu jedem christlichen Gesangbuch. Catherine Winkworth übersetzte es 1853 unter dem Titel Lift up your heads, ye mighty gates ins Englische. Johann Sebastian Bach verwendete sein Lied Nun liebe Seel, nun ist es Zeit in der fünften Kantate des Weihnachtsoratoriums.
Weissel ist des Weiteren mit den Liedern O Tod, wo ist dein Stachel  (EG 113) und Such, wer da will, ein ander Ziel (EG 346, MG 449), anlässlich seiner Amtseinführung als Pfarrer in Königsberg geschrieben, im Evangelischen Gesangbuch vertreten. Der Kanon Er ist die rechte Freudensonn ist dem Strophentext von Macht hoch die Tür entnommen und in vielen Gesangbüchern, z. B. im Mennonitischen Gesangbuch (MG 234), vertreten.